# Prosopocera hamata
Prosopocera hamata là một loài bọ cánh cứng trong họ Cerambycidae.